# Dunaújvárosi Acélbikák
Die Dunaújvárosi Acélbikák sind eine ungarische Eishockeymannschaft aus Dunaújváros.

## Geschichte
Der Verein wurde 1985 als Dunaferr Sport Egyesület Dunaújváros gegründet und feierte Ende der 1990er Jahre und Anfang der 2000er Jahre seine größten Erfolge. 2004 fusionierte der Verein mit dem Dunaújváros AC und änderte seinen Namen in Dunaújvárosi Acélbikák. Seither werden auch immer wieder die Hauptsponsoren in den Namen der Mannschaft aufgenommen, so u. a. DAC-Invitel, Dunaújvárosi Acélbikák-Extra.hu und Dunaújvárosi Acélbikák.Docler.

## Spielstätte
Die Heimspiele des Vereins werden in der 3.500 Zuschauer fassenden Dunaújvárosi Jégcsarnok ausgetragen. Diese Eishalle wurde ursprünglich 1973 als offene Eisbahn erbaut (Dunaújvárosi Jégpálya). 1998 begann ein Umbau zu einer geschlossenen Eishalle mit einer Kapazität von 3.500 Zuschauern, der 1999 abgeschlossen wurde. Neben den Spielen des Vereins wurde die Weltmeisterschaft der Division III 1998 und die Weltmeisterschaft der Division II 2002 in der Eishalle ausgetragen.

## Erfolge
- Ungarischer Meister: 1996, 1998, 2000, 2002, 2013, 2014
- Vizemeister: 1997, 1999, 2001, 2003, 2004, 2005 und 2007
- Gewinner der MOL Liga: 2012, 2013
- Ungarischer Pokalsieger: 1995, 1996, 1998, 2000, 2001, 2002, 2003, 2004, 2008, 2010, 2011, 2012, 2014
- Teilnahmen am IIHF Continental Cup: 1997, 1998, 2002, 2003, 2004, 2009

## Bekannte ehemalige Spieler
- János Vas
- Balázs Ladányi
- Viktor Szélig
- Márton Vas
- Viktor Tokaji
- Imre Peterdi

## Anmerkung
1. 1 2  
eurohockey.com gibt an: Gründung 1970, Stadionkapazität: 4.000, Bau 1999